# Pacto antibélico Saavedra Lamas

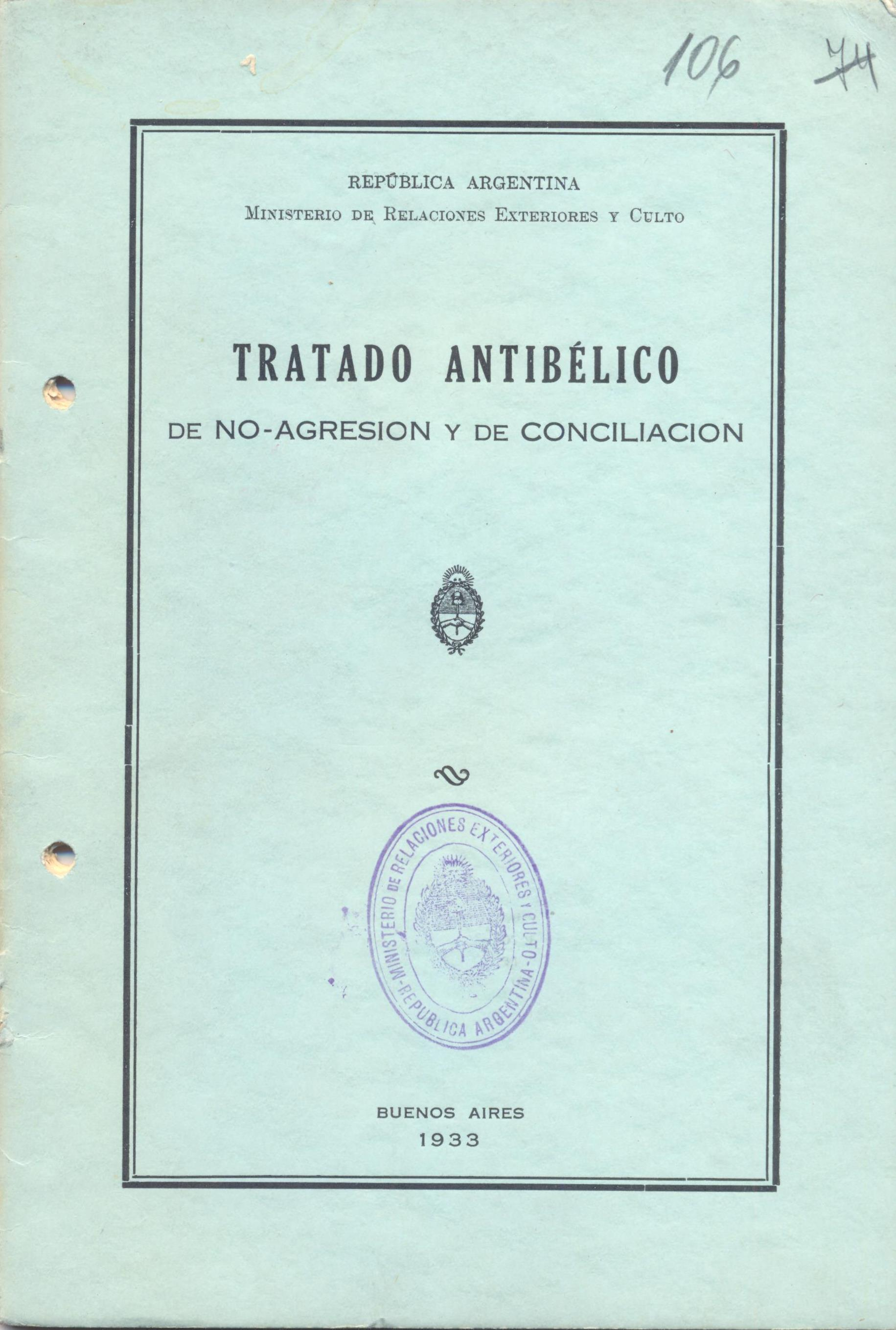
El Pacto Saavedra Lamas

El Pacto Saavedra Lamas es un tratado antibélico auspiciado por Argentina y firmado por diversos Estados sudamericanos, norteamericanos y europeos.
En 1933, el Gobierno argentino, durante la presidencia de Agustín Pedro Justo, a través de su Canciller, Carlos Saavedra Lamas, propuso al de Brasil la conclusión de un pacto antibélico, que fue firmado inicialmente el 10 de octubre de 1933, con la firma inicial de Argentina, Brasil, Chile, México, Paraguay y Uruguay.
Luego se adhirieron al pacto otros, como Colombia, Bolivia, El Salvador, Costa Rica e incluso naciones al exterior del continente como el Reino de Italia, el Reino de Bulgaria, España, el Reino de Grecia y Portugal. La adhesión de los EE. UU. fue firmada por el presidente el 27 de junio de 1934, con reservas.

## Contexto y preparación del pacto
En septiembre de 1932, dentro del contexto de la Guerra del Chaco, Saavedra Lamas presentó una iniciativa de países neutrales en Washington, con apoyo de Brasil pero que fue rechazado inicialmente por los EE. UU. “Stimson, Secretario de Estado del Presidente Hoover, aún en el poder, no aceptó subscribir el Tratado. Adujo como razón fundamental que disminuía la importancia e influencia del Pacto Briand-Kellogg".

## Contenido
El Pacto, en su artículo 1, condenaba las guerras de agresión y propugnaba el arreglo pacífico de las controversias internacionales de cualquier clase que fueran. Su artículo 2 declaraba que entre las partes contratantes las cuestiones territoriales no debían ser solucionadas por la violencia y que no se reconocerían los arreglos territoriales obtenidos por medios violentos ni la validez de la ocupación o adquisición de territorios por la fuerza de las armas. Incluía un procedimiento de conciliación.

## Adhesiones actuales al tratado
Los siguientes países, con diversas reservas, han suscrito este tratado:
Argentina, Brasil, el Reino de Bulgaria, Chile, Colombia, Costa Rica, Cuba, Checoslovaquia (ver República Checa y Eslovaquia), Ecuador, El Salvador, España, Estados Unidos, Finlandia, Reino de Grecia, Guatemala, Haití, Honduras, el Reino de Italia, México, Nicaragua, Noruega, Panamá, Paraguay, Perú, República Dominicana, el Reino de Rumania, Turquía, Uruguay, Venezuela y el Reino de Yugoslavia (ver lo relativo a su disolución).

## Vigencia
Según considera la Secretaría de la Organización de Estados Americanos, en su publicación “Tratados y Convenciones Interamericanos” que el Pacto Saavedra Lamas fue derogado por el Tratado Americano de Soluciones Pacíficas (llamado Pacto de Bogotá), pero que sigue vigente, sin embargo, entre los Estados que no han ratificado este último instrumento.